# مير شيخ حيدر
مير شيخ حيدر هي قرية في مقاطعة سردشت، إيران. يقدر عدد سكانها بـ 329 نسمة بحسب إحصاء 2016.